# Cazevieille
Cazevieille (voluit Cazevieille-Pic St-Loup) is een gemeente in het Franse departement Hérault (regio Occitanie) en telt 166 inwoners (2005). De gemeente werd op 1 januari 2017 overgeheveld van het arrondissement Montpellier naar het arrondissement Lodève.

## Geografie
De oppervlakte van Cazevieille bedraagt 17,5 km², de bevolkingsdichtheid is 9,5 inwoners per km².

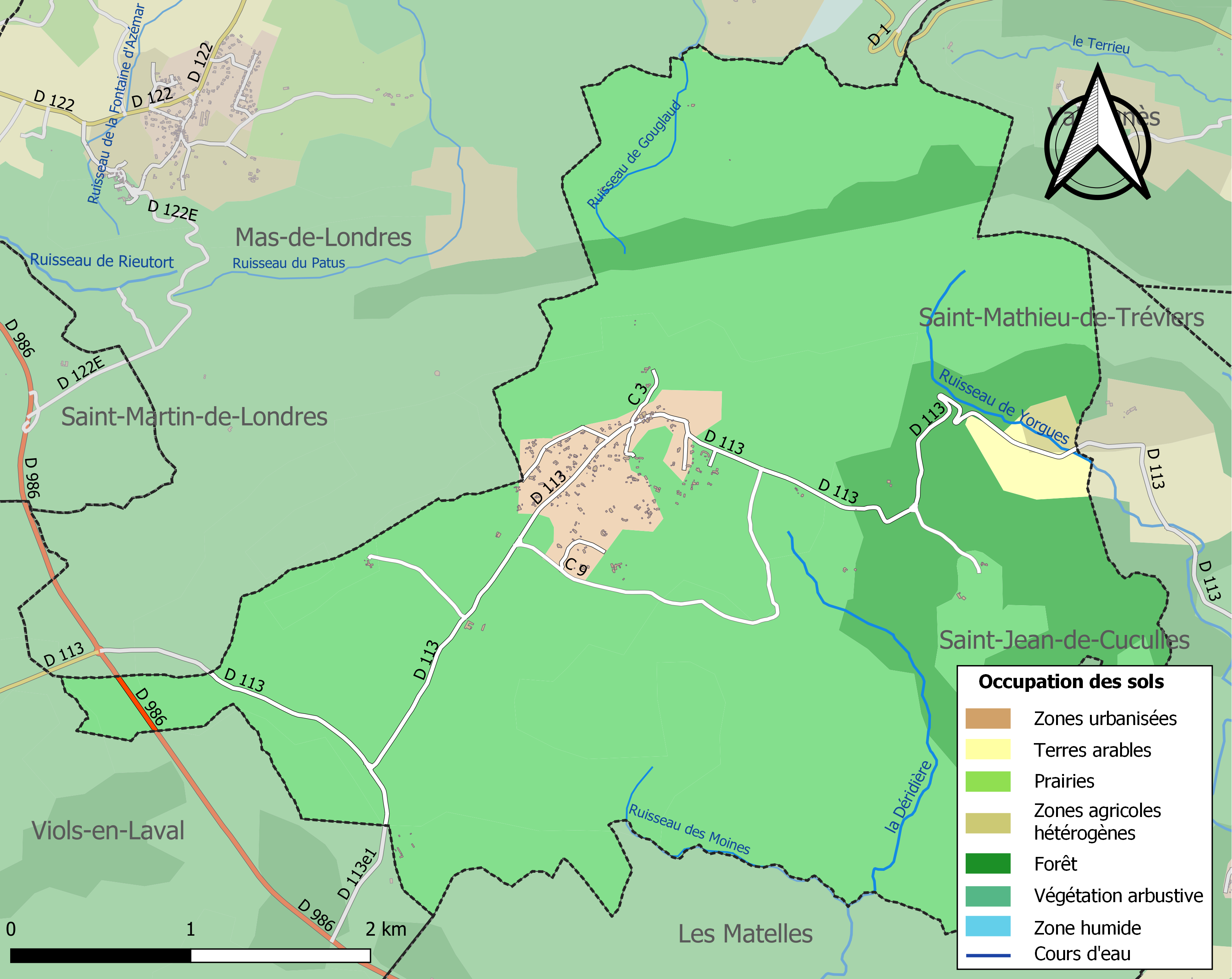
Kaart van de gemeente met de belangrijkste infrastructuur, bodemgebruik en omliggende gemeenten

## Demografie
Onderstaande figuur toont het verloop van het inwonertal (bron: INSEE-tellingen).